# 2009年の政治
< 2008年 | 2009年の政治 | 2010年 >
2009年の政治（2009ねんのせいじ）は、2009年の政治分野に関する出来事を記載する。

## 政治関係の出来事

### 1月
- 1月1日
  - イラクにおける米軍地位協定が発効（2011年末まで米軍撤退を明記）。
  - ウガンダ、オーストリア、トルコ、日本、メキシコが国際連合安全保障理事会非常任理事国に就任。
  - スロバキアでユーロ導入。
  - ノルウェーで、同性結婚を合法とする法律が施行される。
- 1月3日
  - ガーナ大統領選挙の決選投票。野党、国民民主会議のジョン・アッタ・ミルズ元副大統領が当選。
  - 北九州市八幡西区で永田寿康元民主党衆議院議員が飛び降り自殺[1]。
- 1月5日 - 第171回国会召集。
- 1月13日
  - 渡辺喜美元行革相が自民党離党。
  - 平成20年度第2次補正予算案が衆議院本会議で可決。
- 1月14日 - 政府、松浪健太内閣府政務官からの辞表を受理せず罷免、後任として岡本芳郎衆議院総務委員会理事を指名[2]。
- 1月16日 - 1月13日に自民党を離党した渡辺喜美元行革相、江田憲司衆議院議員らと新しい政策集団「国民運動体」（結成時の仮称、5月に「国民運動体 日本の夜明け」へ改称。）の結成を発表[3]。
- 1月18日 - 自民・民主両党党大会。同時開催は民主党結成から13年目にして史上初。
- 1月20日 - 第44代アメリカ合衆国大統領にバラク・オバマが就任。
- 1月23日 - コンゴ民主共和国反政府組織の指導者ローラン・ンクンダが、ルワンダ軍に拘束される[4]。
- 1月25日
  - 岐阜県知事選挙で、自民・公明が推薦した、現職の古田肇が再選。
  - 山形県知事選挙で、民主・社民・共産と、一部自民議員が支援した、新人の吉村美栄子が初当選。
- 1月26日
  - 世界的な金融危機により経済が破綻しかけ、国民の不満が高まりつつあるアイスランドで、社会民主同盟が独立党との連立から離脱し、ホルデ政権が崩壊した。既に1月23日には、ホルデ首相が退陣を表明し、同月25日にはシグルズソン商業大臣が辞任、経済に続き政治も重大な危機に直面した[5][6][7]。
  - 参議院は平成20年度第2次補正予算案を否決し、それをめぐり、与野党間で両院協議会が開かれた。同月27日、双方合意に達せず、憲法の規定により自然成立した。
- 1月28日 - ソマリア沖の海賊対策をめぐり、3例目となる海上警備行動をもって対処することを決定。浜田靖一防衛相から海上自衛隊に対し派遣準備命令が発令された。

### 2月
- 2月1日 - アイスランド政府、ヨハンナ・シグルザルドッティルを首相に任命。
- 2月10日 - イスラエルで総選挙が行われ左派与党カディマが比較第1党になるも、リクード、イスラエル我が家など右派政党が過半数を制する[8]。
- 2月16日 - ヒラリー・クリントン米国国務長官が来日。
- 2月17日 - 14日にイタリアのローマで開催されたG7の財務大臣・中央銀行総裁会議後の会見に意識もうろうの状態で出席し、世界に醜態をさらした中川昭一財務・金融担当相が辞表を提出し受理された。後任は経済財政担当相の与謝野馨が、財務相と金融担当相を兼任。
- 2月18日 - 名古屋地方検察庁特別捜査部は、愛知県西尾市の中村晃毅市長が、人材派遣業者に便宜を図るよう依頼され見返りに６００万円を受け取ったとして、受託収賄の容疑で逮捕した[9]。
- 2月20日 - ラトビアでイヴァルス・ゴドマニス内閣が総辞職[10]。
- 2月24日 - アメリカ・ホワイトハウスで麻生太郎首相とバラク・オバマ大統領が初の日米首脳会談を行う。
- 2月27日 - 平成21年度予算案が衆議院本会議で可決。

### 3月
- 3月2日 - ギニアビサウのジョアン・ヴィエイラ大統領が、反乱した国軍兵士により殺害される。
- 3月3日 - 東京地検特捜部が西松建設事件に絡む政治資金規正法違反容疑で小沢一郎民主党代表の公設第一秘書の大久保隆規を逮捕。
- 3月4日
  - 平成20年度第2次補正予算関連法案が参議院本会議で否決、衆議院の再議決により可決成立。
  - 3月4日 -  国際刑事裁判所、スーダン・ダルフールでの戦争犯罪および人道に対する罪の容疑でオマル・アル＝バシール同国大統領に対する逮捕状を交付[11]。
- 3月8日 - 北朝鮮最高人民会議代議員選挙。
- 3月11日 - サルコジ仏大統領、フランスの北大西洋条約機構（NATO）の軍事機構への復帰を表明。実現すれば、フランスが脱退した1966年以来43年ぶりの復帰となる [12][13]。
- 3月12日 - ラトビア議会が、ヴァルディス・ドムブロフスキス元財務相の首相就任を承認[14]。
- 3月13日 - 浜田靖一防衛相がソマリア沖の海賊対策で自衛隊法に基づく海上警備行動を海上自衛隊に発令。
- 3月16日 - 経済危機克服のための「有識者会合」開催（ - 3月21日）。
- 3月21日 - スロバキア大統領選挙(第1回)。
- 3月24日
  - 東京地検特捜部が西松建設事件に絡む政治資金規正法違反罪で民主党代表の公設秘書の大久保隆規を起訴、小沢代表は記者会見で代表続投を表明。
  - チェコの代議院が、首相であるミレク・トポラーネクに対する不信任決議案を賛成101票、反対96票で可決[15]。
- 3月25日 - 静岡県の石川嘉延知事が静岡空港西側の私有地に航空法の高さ制限を超える立ち木が残され、滑走路が短縮されて開港が延期となった問題の責任を取り、辞職を表明。
- 3月26日 - 平田耕一財務副大臣が大臣規範に抵触する保有株を売却していた責任を取り辞任。
- 3月27日
  - 平成21年度予算案と関連法案を参議院本会議が否決、憲法の規定により予算は成立、関連法案は衆議院再可決の上成立。
  - 民主党代議士会が小沢代表の続投を了承した。
- 3月29日 - 千葉県知事選挙で元衆議院議員の森田健作が当選。

### 4月
- 4月1日 - 4月2日 - イギリス・ロンドンにおいて第2回20か国・地域首脳会合（G20）が開催。[16][17]。
- 4月4日 - スロバキア大統領選挙(決戦)が行われ、イヴァン・ガシュパロヴィッチが再選。
- 4月7日
  - 衆議院本会議で民主党の河村たかし衆議院議員が提出した議員辞職願を許可。
  - 衆議院、朝鮮民主主義人民共和国（北朝鮮）のミサイル発射に対する抗議決議を自由民主党（自民党）、民主党、公明党などの賛成多数で採択。決議は、自民党、公明党の共同提案。日本共産党（共産党）は反対し、社会民主党（社民党）は採決を棄権した。[18][19][20]
- 4月8日 - 参議院、朝鮮民主主義人民共和国（北朝鮮）のミサイル発射に対する抗議決議を自由民主党（自民党）、民主党、公明党などの賛成多数で採択。決議は、自民党、民主党、公明党の共同提案。「ミサイルと確認されていない」などの理由で、前日の衆議院決議と同様、日本共産党（共産党）は反対し、社会民主党（社民党）は採決を棄権した。[21][22]
- 4月9日 - チェコ新首相に統計局長のヤン・フィシェルが任命される。5月に新政権を発足させ、10月初・中旬に実施予定の総選挙まで暫定的に国政の運営を担うことになる[23]。
- 4月11日 - タイパタヤで行われていたASEAN（東南アジア諸国連合）の首脳会合が行われていたホテルに反政府デモ隊が乱入し、ASEANプラス3（日本・中国・韓国）や東アジアサミットなど予定されていた日程が全て取りやめとなる。
- 4月12日 - 秋田県知事選挙で佐竹敬久が当選。
- 4月14日 - バイナイ・ゴルドンがハンガリーの新首相に選出される[24]。
- 4月19日 - 北キプロス・トルコ共和国議会選挙実施。中道右派の国家統一党が勝利[25]。
- 4月22日
  - 鶴岡啓一千葉市長を収賄容疑で逮捕。現職の政令指定都市市長が逮捕される事態になった。
  - 参議院本会議で、道路整備事業に係る国の財政上の特別措置に関する法律（道路整備事業財政特別措置法）の改正を可決成立させる。一般財源化による道路特定財源制度の廃止が決定。[26]
- 4月23日 -海賊対処法案が衆議院本会議で可決。
- 4月25日 - アイスランド総選挙。2月から暫定政権を担ってきた社会民主同盟と左翼環境運動が合計の議席数で過半数を獲得。[27]。
- 4月26日 -名古屋市長選挙で、民主党推薦で前衆議院議員の河村たかしが当選。
- 4月27日
  - 日本政府、メキシコを中心に発生した豚インフルエンザ事案を受けた緊急閣僚会議で、ウイルスの日本国内への侵入阻止、ワクチンの製造、在外邦人に対する情報提供支援などを柱とした緊急対処方針を決定[28]。
  - 「経済危機対策」2009年度補正予算案を閣議決定、国会に提出した。総額13兆9256億円。過去最高の補正予算案。

### 5月
- 5月1日 - 収賄容疑で逮捕され辞職願が提出されていた鶴岡啓一千葉市長の辞職願に千葉市議会が同意
- 5月2日 - パナマ大統領選挙実施。民主改革党党首のリカルド・マルティネリが当選[29]。
- 5月4日 - ネパールのプラチャンダ首相が辞任。
- 5月8日
  - 英議会議員経費スキャンダル。この日、英紙デイリー・テレグラフが英下院議員による議員経費不正請求の暴露記事掲載を開始。英政界に激震が走り、閣僚、下院議長、議員ら多数が辞職する事態に発展した [30][31][32][33][34]。
  - 自民党の中森福代衆議院議員が衆議院に議員辞職願を提出、同日衆議院本会議で許可。
- 5月11日 - 民主党・小沢一郎代表が辞任を表明。
- 5月13日
  - 平成21年度補正予算案が衆議院本会議で可決。
  - 鴻池祥肇内閣官房副長官が辞任、後任に浅野勝人
- 5月15日
  - 民主・社民・国民新の野党3党が、鳩山邦夫総務相に日本郵政社長の西川善文の解任を要求。また、東京地検に「特別背任（未遂）」で告発。
  - 西松建設、自社前社長の逮捕を受け実施した内部調査の結果を発表。既に逮捕された前社長らが主導し、脱法的な政治団体を設立、総額約4億7000万円の政治献金や、海外で約8億9000万円の裏金作りを行っていたことを報告[35]。
- 5月16日
  - 第7代民主党代表選挙が施行され、鳩山由紀夫が124票を獲得し、95票を獲得した岡田克也を29票差で退け、5年ぶり2度目の民主党代表に選出される。
  - インド総選挙が開票される。国民会議派率いる与党連合が261議席を獲得し圧勝。マンモハン・シン首相の続投に向けて、弾みをつけた[36][37]。5月22日、第2次マンモハン・シン内閣が発足した[38][39]。
- 5月17日
  - 民主党代表：鳩山由紀夫は、新執行部人事を行い、小沢一郎を選挙担当の筆頭代表代行、岡田克也を幹事長に起用し、さらに菅直人代表代行を現職留任させるなど、いわゆる“ビッグフォー”体制を発足させた。
  - リトアニア大統領選挙でダリア・グリバウスカイテ欧州連合委員が当選。
- 5月19日
  - 石川嘉延 静岡県知事が県議会議長に辞職届を提出。
  - マラウイ総選挙。
- 5月23日 - 盧武鉉前韓国大統領が自殺。
- 5月24日 - さいたま市長選挙で清水勇人前埼玉県議が当選
- 5月29日-平成21年度補正予算案が参議院本会議で否決、両院協議会が不調に終わったため、憲法60条（衆議院の優越）規定により成立。

### 6月
- 6月2日 - 衆議院本会議で3日に会期末を迎える第171回国会の会期を7月28日まで55日間の会期延長を議決。
- 6月12日
  - 日本郵政の社長人事を巡り鳩山邦夫総務大臣（地方分権改革担当相兼務）が辞任。後任は佐藤勉国家公安委員会委員長、沖縄・北方対策、防災担当相が兼任。なお同日、鳩山の側近として知られていた戸井田徹厚生労働大臣政務官も辞任した。
  - イラン大統領選挙で与党のアフマディネジャド大統領が再選。
- 6月14日 - 千葉市長選挙で民主党推薦の前市議熊谷俊人が当選。
- 6月17日 - 石川嘉延 静岡県知事が退任。
- 6月19日 -海賊行為の処罰及び海賊行為への対処に関する法律案（海賊対処法）、国民年金法改正案租税特別措置法改正案が参議院本会議で否決、衆議院の再議決により可決し成立。

### 7月
- 7月1日 - 兼務している閣僚の兼務を解くため、特命担当大臣（経済財政担当）に林芳正（前防衛相）を、国家公安委員長兼特命担当相（沖縄及び北方政策、防災担当）に林幹雄幹事長代理。
- 7月5日
  - 兵庫県知事選挙で井戸敏三が3選。
  - 静岡県知事選挙で民主、社民、国民新党推薦の川勝平太が当選。
  - ブルガリア国民議会選挙。
- 7月8日〜10日 - 第35回主要国首脳会議（G8サミット）（ イタリア・ラクイラ）
- 7月12日 - 東京都議会議員選挙で自民党が38議席に終わり44年ぶりに都議会第1党の座を失い、公明党と合わせても与党が過半数割れする一方、民主党は改選前20議席増の54議席を獲得し、第1党に。
- 7月13日 - 参議院本会議で脳死を人の死とする改正臓器移植法（通称A案）が可決、成立。
- 7月14日
  - 衆議院本会議で麻生内閣不信任決議案が否決。
  - 参議院本会議で麻生首相に対する問責決議案が可決。
  - 自由民主党の古賀誠選挙対策委員長が辞意表明。
- 7月21日 - 衆議院が解散。
- 7月24日 - 民主党、第45回衆議院議員総選挙に神奈川4区から立候補するため離党した浅尾慶一郎参議院議員を除籍処分[40]。
- 7月26日 - 仙台市長選挙で前副市長の奥山恵美子が当選。政令指定都市では初の女性市長。
- 7月28日 - 中田宏横浜市長が辞職を表明し、同市議会議長に辞表を提出。

### 8月
- 8月1日 -麻生太郎首相が現職首相として初めて、昭和52年11月に横田めぐみが北朝鮮工作員に拉致されたとされる新潟市内の現場周辺を視察した。
- 8月8日 -渡辺喜美元行政改革相ら5人がみんなの党を結党。

8月14日、民主党・社会民主党・国民新党の3党が「衆議院選挙に当たっての共通政策」を発表。
- 8月15日 -田中眞紀子衆議院議員が夫の田中直紀参議院議員と記者会見を行い、ともに民主党入りを表明。
- 8月16日 - 7月28日に辞表を提出していた中田宏横浜市長が辞職。
- 8月18日 -民主党の青木愛、みんなの党の浅尾慶一郎、新党日本の田中康夫の参議院議員3名が第45回衆議院議員選挙へ出馬のため、自動失職。
- 8月20日 - アフガニスタン大統領選挙。
- 8月30日
  - 第45回衆議院議員総選挙が行われ、民主党が第一党へ躍進。自民党は1955年の結党以来初めて第一党から転落。
  - 茨城県知事選挙で現職の橋本昌が5選。
  - 横浜市長選挙で民主党推薦の林文子が初当選。
  - ガボン大統領選挙。
- 8月31日 - 綿貫民輔国民新党代表、亀井久興同幹事長が辞任。亀井静香代表代行が代表に昇格。

### 9月
- 9月1日
  - 麻生太郎首相が自民党総裁の辞意を表明。
  - 消費者庁設置[41][42]。初代長官は内田俊一。同日、内閣府特命担当大臣（消費者担当）が発令され、野田聖子が初代大臣に任命された。
- 9月3日- 太田昭宏公明党代表が辞意を表明。
- 9月8日
  - 公明党の新代表に、山口那津男政務調査会長、幹事長に井上義久衆議院議員が就任。
  - 平成研究会の津島雄二会長が政界引退を表明したことから、会長代理の額賀福志郎が会長に就任し、額賀派に移行。
- 9月9日
  - 民主党、社民党、国民新党が連立政権樹立に合意。
  - 国民新党の幹事長に自見庄三郎政策審議会長が就任。
- 9月11日 - 自民党と改革クラブが、参議院で統一会派「自由民主党・改革クラブ」を結成。
- 9月13日 - 岡山市長選挙で高谷茂男が3選。
- 9月14日 - 民主党の次期政府が事務次官等会議を廃止する方針を決定。
- 9月16日 -麻生太郎内閣が総辞職、自民党総裁も辞任、 第172回国会が召集、衆議院議長に横路孝弘を選出、（旧社会党出身者として3人目）首班指名選挙で衆参両院で第93代内閣総理大臣に鳩山由紀夫を指名、鳩山由紀夫内閣発足。
- 9月18日 - 内閣官房に国家戦略室が、内閣府に行政刷新会議が発足。
- 9月27日
  - 堺市長選挙で新人の竹山修身が当選。
  - ドイツ総選挙はアンゲラ・メルケル首相率いるキリスト教民主・社会同盟が第1党を維持、自由民主党 と合わせ中道右派が議会過半数を制し社会民主党との大連立は解消へ。
  - ポルトガル共和国議会選挙は、ジョゼ・ソクラテス首相率いる与党である社会党（中道左派）は第1党を維持したものの、前回議席を下回って敗北。
- 9月28日 -自由民主党総裁選挙で谷垣禎一元政調会長が当選し第24代総裁に就任。
- 9月29日 -谷垣禎一自民党総裁が役員人事を行い幹事長に大島理森前・国対委員長、政調会長に石破茂前・農相、総務会長に田野瀬良太郎元・財務副大臣、国会対策委員長に川崎二郎元・厚労相を指名。

### 10月
- 10月16日― 改革クラブに中村喜四郎元建設相が入党、政党要件を回復。
- 10月19日― 自民党と改革クラブが衆議院での統一会派結成に合意。
- 10月25日
  - 参議院議員補欠選挙が神奈川、静岡選挙区で有り、神奈川は民主党の金子洋一、静岡は民主党の土田博和が当選。
  - 宮城県知事選挙で村井嘉浩が再選。
  - 川崎市長選挙で阿部孝夫が3選
  - 神戸市長選挙で矢田立郎が3選
- 10月26日
  - 第173回国会召集。

### 11月
- 11月3日
  - アフガニスタン大統領選挙の決選投票の中止を選挙管理委員会が発表しハーミド・カルザイが再選。
- 11月8日 - 広島県知事選挙で湯崎英彦が当選。
- 11月14日〜15日 - 第21回アジア太平洋経済協力首脳会議（APEC）（ シンガポール）
- 11月19日 - 欧州連合（EU）の初代欧州理事会常任議長(EU大統領）にヘルマン・ファンロンパイベルギー首相を選出。
- 11月30日 - 衆議院本会議で第173回国会の会期を12月4日まで4日間延長を議決。

### 12月
- 12月1日 - 無所属の川田龍平参議院議員がみんなの党に入党。
- 12月4日 - 第173回国会会期末。
- 12月5日 - 中華民国地方選挙。
- 9日 - 東京地検特捜部が西松建設事件に絡む政治資金規正法違反容疑で二階俊博衆議院議員の政策秘書を略式起訴。同日、東京簡裁は秘書に罰金100万円の略式命令を出した[43]。二階は秘書が起訴された責任を取り自民党選挙対策局長を辞任した。
- 12月13日 - チリ共和国大統領選挙、過半数獲得の候補はおらず、来年1月17日に上位2名で決選投票実施が確定。
- 12月18日 - 自民党の田村耕太郎参議院議員が離党表明。
- 12月22日 - 自民党の長谷川大紋参議院議員が離党表明。
- 12月24日 - 東京地検特捜部が政治資金規正法違反の容疑で鳩山由紀夫内閣総理大臣の元公設秘書を在宅起訴、別の元政策秘書を略式起訴処分。
- 12月25日
  - 政府が2010年度予算案を閣議決定。
  - 自民党の山内俊夫参議院議員が離党届を提出。
  - 指定都市市長会議にて、矢田立郎神戸市長が河村たかし名古屋市長を破り、再度会長に選ばれた[44]。
- 12月28日 -第45回衆議院議員総選挙で一票の格差 が2倍を超えていた大阪9区の男性が選挙無効を求めて大阪府選挙管理委員会を訴えていた裁判で大阪高等裁判所が大阪9区の選挙に選挙無効の判決（選挙自体は有効）
- 12月30日 - 自民党の吉村剛太郎参議院議員が離党届を提出。

## 死去
- 1月1日 - ニザール・ラヤーン、ハマースジャバーリヤー地区指導者（* 1959年）
- 1月1日 - ヘレン・スズマン、南アフリカ共和国元国民議会議員（* 1917年）
- 1月1日 - クレイボーン・ペル、元アメリカ合衆国上院議員（* 1918年）
- 1月3日 - 永田寿康、元民主党衆議院議員（* 1969年）
- 1月3日 - 李作鵬、元中国共産党中央委員会委員（* 1914年）
- 1月5日 - グリフィン・ベル（Griffin Bell）、第72代アメリカ合衆国司法長官（* 1918年）
- 1月15日 - 草野威、元公明党衆議院議員、元中央委員会副議長（* 1928年）
- 1月15日 - サイード・シッアーム（Said Seyam）、ハマース内務大臣（* 1957年）
- 1月16日 - 吉田正雄、元日本社会党衆議院議員、参議院議員（* 1923年）
- 1月17日 - 沈載德（심재덕）、大韓民国元民選議会議員（* 1939年）
- 1月25日 - ママドゥ・ジャ（Mamadou Dia）、セネガル初代首相（* 1910年）
- 1月25日 - 張啓仲（張啟仲）、中華民国元台中市市長（* 1916年）
- 1月27日 - 柿澤弘治、元衆議院議員、参議院議員【新自由クラブ・自由民主党・自由党・自由改革連合・自由連合・無所属の会】第120代外務大臣、元自由連合代表（* 1933年）
- 1月27日 - ラマスワミ・ヴェーンカタラーマン（Ramaswamy Venkataraman）、インド第8代大統領（* 1910年）
- 1月29日 - 竹田四郎、元日本社会党参議院議員（* 1918年）
- 2月3日 - 徐亨（徐亨）、中華民国元立法院議員（* 1912年）
- 2月9日 - 塩出啓典、元公明党参議院議員、（* 1933年）
- 2月27日 - マネア・マネスク（Manea Mănescu）、ルーマニア第76代首相（* 1916年）
- 3月1日 - 吉岡吉典、元日本共産党参議院議員、日本共産党中央委員会名誉役員（* 1928年）
- 3月2日 - ジョアン・ヴィエイラ、ギニアビサウ大統領、元首相（* 1939年）
- 3月2日 - エルンスト・ベンダ、西ドイツ元内務大臣
- 3月6日 - クリストン・テンボ（Christon Tembo）、ザンビア共和国元副大統領（* 1944年）
- 3月8日 - ギルダリ・ラル・バールガヴァ（Girdhari Lal Bhargava）、インド下院議員（* 1936年）
- 3月8日 - ズビグニェフ・レリガ（Zbigniew Religa）、ポーランド共和国元保健大臣（* 1938年）
- 3月17日 - 顧金池（顾金池）、中華人民共和国全国人民代表大会元委員（* 1932年）
- 3月17日 - クロードビル・エルナンデス（Clodovil Hernandes）、ブラジル国民会議議員（* 1937年）
- 3月20日 - アブデルラティーフ・フィラーリ（Abdellatif Filali）、モロッコ元首相（* 1928年）
- 3月28日 - ジャネット・ジェーガン、ガイアナ協同共和国第6代大統領、第6代首相（* 1920年）
- 3月28日 -  ウゴ・マルティナット（Ugo Martinat）、イタリア共和国元元老院議員（* 1942年）
- 3月31日 - ラウル・アルフォンシン、アルゼンチン第49代大統領（* 1927年）
- 3月31日 - 洪成南、朝鮮民主主義人民共和国初代内閣総理（* 1929年）
- 4月11日 - ルネ・モノリ（René Monory）、フランス元老院元議長（* 1923年）
- 4月11日 - 及川一夫、元社会民主党衆議院議員、元政策審議会長（* 1929年）
- 4月13日 - 朱敏（朱敏）、中華人民共和国国家副主席（* 1926年）
- 4月15日 - クレメント・フロイト（Clement Freud）、元イギリス庶民院議員（* 1924年）
- 4月18日 -  ウィリアム"ビル"オートン（William "Bill" Orton）、元アメリカ合衆国下院議員（* 1948年）
- 4月19日 - イヴォン・ブールジュ（Yvon Bourges）、フランス元国防大臣（* 1921年）
- 4月24日 - オーヴィル・ハワード・フィリップス（Orville Howard Phillips）、カナダの元庶民院議員、元老院議員（* 1924年）
- 5月2日 - ジャック・ケンプ、アメリカ合衆国元共和党副大統領候補者、下院共和党会議議長、第9代住宅都市開発長官（* 1935年）
- 5月9日 - アーネスト・ミリントン（Ernest Millington）、イギリス元庶民院議員（* 1916年）
- 5月10日 - イーゴリ・エシポフスキー、ロシア連邦イルクーツク州知事（* 1960年）
- 5月11日 - 本山政雄、第23-25代名古屋市長（* 1910年）
- 5月11日 - アベル・グンバ（Abel Goumba）、中央アフリカ元首相、副大統領（* 1926年）
- 5月15日 - チャウ・セン・コクサル・チュム、カンボジア王国第40代首相（* 1905年）
- 5月15日 - スザンナ・アニェッリ（Susanna Agnelli）イタリア元外務大臣（* 1922年）
- 5月15日 - ヘルヴィ・シピラ（Helvi Sipilä）、元国際連合事務次長補（* 1915年）
- 5月18日 - ヴェルピライ・プラブハカラン、タミル・イーラム解放のトラ首領（* 1954年）
- 5月23日 - 盧武鉉、第16代大韓民国大統領（* 1946年）
- 5月25日 - ハーコン・リーエ（Haakon Lie）、ノルウェー労働党元第一書記（* 1905年）
- 5月30日 - エフライム・カツィール、イスラエル第4代大統領（* 1916年）
- 6月5日 - ファウスティノ・インバリ、ギニアビサウ第9代首相（* 1956年）
- 6月5日 - バシーロ・ダボ、ギニアビサウ元地域行政大臣（* 1958年）
- 6月6日 - 植木光教、元自由民主党参議院議員、第5代沖縄開発庁長官・第24代総理府総務長官（* 1927年）
- 6月7日 - ヴァエア・トゥポウ（Baron Vaea）、トンガ王国第11代首相（* 1921年）
- 6月8日 - オマール・ボンゴ・オンディンバ、ガボン大統領、元副大統領、アフリカ統一機構第7代議長（* 1935年）
- 6月11日 - マリアン・ゴーリンスキ（Marian Goliński）、元ポーランド共和国下院議員（* 1949年）
- 6月12日 - 高島温厚、元北海道小清水町長（* 1925年）
- 6月12日 - フェリックス・マルーム、チャド第2代大統領（* 1932年）
- 6月12日 - シャイラージャ・アッチャーラ、ネパール元副首相（* 1944年）
- 6月13日 - 澄田信義、元島根県知事（* 1935年）
- 6月15日 - ナワヴィ・イスマイル（النبوي إسماعيل）、エジプト・アラブ共和国元内務大臣（* 1925年）
- 6月17日 - ラルフ・ダーレンドルフ、ドイツ連邦共和国元外務政務次官、欧州委員会議員（* 1929年）
- 6月19日 - ヘンリー・アリストートル・バウチャー（Henry Aristotle Boucher）、アメリカ合衆国アラスカ州フェアバンクス市元市長（* 1921年）
- 6月19日 - ボブ・シューラー（Bob Schuler）、アメリカ合衆国オハイオ州議員（* 1943年）
- 6月21日 - パトリック・コンバイ（Patrick Kombayi）、ジンバブエ元上院議員（* 1938年）
- 6月22日 - カレル・ファン・ミールト（Karel Van Miert）、元欧州議会議員（* 1942年）
- 6月24日 - ロメオ・ルブラン（Roméo LeBlanc）、イギリス連邦第25代カナダ総督、カナダ元水産海洋大臣、元老院議長（* 1927年）
- 6月25日 - ミアン・トゥファイル・ムハマド（Mian Tufail Mohammad）、パキスタン人民党元書記長（* 1914年）
- 6月28日 - 加藤充、元日本共産党衆議院議員（* 1910年）
- 7月1日 - アレクシス・アルゲリョ、ニカラグア共和国マナグア市長（* 1952年）
- 7月6日 - ロバート・マクナマラ、アメリカ合衆国第8代国防長官（* 1916年）
- 7月7日 - リーダー・ハリス（Richard Reader Harris (politician)|Reader Harris）、イギリス元庶民院議員（* 1913年）
- 7月8日 - オッド・ビアジーニ（Oddo Biasini）、イタリア元文化財・文化活動大臣（* 1917年）
- 7月11日 - マヌエル・カラスカラン（Manuel Carrascalão）、元インドネシア東ティモール州議会議員（* 1933年）
- 7月12日 - クリストファー・プラウト（Christopher Prout, Baron Kingsland）、イギリス大法官・司法大臣、元欧州議会議員（* 1942年）
- 7月13日 - アミーン・アル＝ハフェズ（Amin al-Hafez）、レバノン共和国第45代首相（* 1926年）
- 7月15日 - 佐藤道夫、元参議院議員【第二院クラブ・民主党】、元第二院クラブ代表（* 1932年
- 7月16日 - 平井卓志、元参議院議員【自由民主党・新進党・自由党】、第49代労働大臣（* 1931年）
- 7月17日 - メイア・アミット（Meir Amit）、イスラエル運輸大臣、通信大臣（* 1921年）
- 7月18日 - 山田豊三郎、元滋賀県大津市長（* 1922年）
- 7月20日 - 安田隆明、元自由民主党参議院議員、第36代科学技術庁長官（* 1916年）
- 7月24日 - フランシスク・コロン、フランス元リヨン市長（* 1910年）
- 7月30日 - 呂鴛九、北朝鮮祖国統一民主主義戦線議長
- 8月1日 - コラソン・アキノ、第11代フィリピン大統領（* 1933年）
- 8月4日 - スヴェンド・アウケン（Svend Auken）、第16代デンマーク社会民主党党首（* 1943年）
- 8月7日 - 田川誠一、元衆議院議員【自由民主党新自由クラブ・進歩党】元自治大臣・国家公安委員会委員長、第2代新自由クラブ代表、初代進歩党代表（* 1918年）
- 8月8日 - タハ・モーヒエッディン・マールーフ（Taha Muhie-eldin Marouf）、イラク元副大統領（* 1929年）
- 8月14日 - 川上紀一、元千葉県知事（* 1919年）
- 8月15日 - 山崎竜男、元自由民主党参議院議員、第21代環境庁長官（* 1922年）
- 8月18日 - 金大中、第15代大韓民国大統領（* 1925年）
- 8月23日 - アレクサンドル・ボジコフ（Alexander Bozhkov）、元ブルガリア副首相（* 1951年）
- 8月25日 - エドワード・ケネディ 、アメリカ合衆国上院議員、第16代上院多数党院内総務（* 1932年）
- 8月26日 - アブドゥルアズィーズ・ハキーム、イラク・イスラム革命最高評議会指導者、イラク統治評議会メンバー（* 1953年）
- 9月2日 - ビル・ヘフナー（Bill Hefner）、元アメリカ合衆国下院議員（* 1930年）
- 9月4日 - フランツ・オラー、オーストリア元内務大臣（* 1910年）
- 9月5日 - サイフル・ラーマン（Saifur Rahman）、バングラデシュ元バングラデシュ大蔵大臣（* 1932年）
- 9月6日 - ハルチャラン・シン・ブラル（Harcharan Singh Brar）、インド第5代ハリヤナ州知事、第26代パンジャーブ州首相（* 1922年）
- 9月10日 - アンドレ・レジューヌ、フランス元老院議員（* 1935年）
- 9月11日 - フアン・アルメイダ（Juan Almeida）、キューバ国家評議会副議長（* 1927年）
- 9月24日 - R・ソエプラプト、インドネシア元ジャカルタ知事（* 1924年）
- 9月26日 - 西田八郎、元民社党衆議院議員（* 1922年）
- 10月1日 - アンドレ＝フィリップ・フタ（André-Philippe Futa）、コンゴ共和国財務大臣（* 1942年）
- 10月2日 - マレク・エデルマン、ポーランド元下院議員（* 1922年）
- 10月4日 - 中川昭一、元自由民主党衆議院議員、第48代政務調査会長、第10代財務・第13代金融担当大臣、第27・41代農林水産大臣、第3-5代経済産業大臣（* 1953年）
- 10月4日 - 浅井美幸、元公明党衆議院議員（* 1927年）
- 11月4日 - 武藤嘉文、元・外務大臣（* 1926年）
- 10月11日 - ピーター・キャラナン（Peter Callanan）、アイルランド上院議員（* 1935年）
- 10月13日 - 呂正操、中華人民共和国元鉄道部長、全国政治協商会議副主席（* 1905年）
- 10月13日 - アナトリー・エフレーモフ（Ефремов, Анатолий Антонович）、ロシア連邦アルハンゲリスク州知事（* 1952年）
- 10月16日 - ロバート・ウィリアム・デービス（Robert William Davis）、元アメリカ合衆国下院議員（* 1932年）
- 10月20日 - クリフォード・ハンセン（Clifford Hansen）アメリカ合衆国元上院議員、ワイオミング州知事（* 1912年）
- 10月20日 - 小淵正義、元民社党衆議院議員（* 1925年）
- 10月22日 - ポール・アンドリュース（Paul Andrews）、元西オーストラリア州議会議員（* 1955年）
- 10月24日 - 鈴木貞敏、元自由民主党参議院議員、元警察庁長官（* 1925年）
- 10月26日 - 堀内俊夫、元自由民主党参議院議員、第19代環境庁長官（*1918年）
- 10月31日 - 李厚洛、大韓民国第6代中央情報部長、第3代大統領秘書室室長（* 1924年）
- 11月4日 - 武藤嘉文、元自由民主党衆議院議員、第36代総務会長、第118代外務大臣、第53代通商産業大臣、第3代農林水産大臣、第19代総務庁長官（* 1926年）
- 11月4日 - 王芳（王芳）、中華人民共和国元国務院公安部長（* 1920年）
- 11月6日 - 谷牧、中華人民共和国元国務院副総理（* 1914年）
- 11月6日 - マヌエル・ソリス、パナマ共和国元大統領代行（* 1917年）
- 11月11日 - 安藤巌、元日本共産党衆議院議員（* 1924年）
- 11月11日 - エマニュエル・ジスマン（Emanuel Zisman）、イスラエル元クネセト議員（* 1935年）
- 11月13日 - 田英夫、元参議院議員【日本社会党・社会クラブ・社会民主連合・護憲リベラルの会・新党護憲リベラル・平和・市民・参議院フォーラム・社会民主党】社会民主連合初代代表（* 1923年）
- 11月15日 - ピエール・アルメル（Pierre Harmel）、第39代ベルギー首相（* 1911年）
- 11月24日 - 三木俊治、元徳島県徳島市長（* 1932年）
- 11月24日 - サマック・スントラウェート、タイ王国第34代首相（* 1935年）